# Sopronnémeti
Sopronnémeti là một thị trấn thuộc hạt Győr-Moson-Sopron, Hungary. Thị trấn này có diện tích 7,09 km², dân số năm 2010 là 260 người, mật độ 37 người/km².